# Плеяди

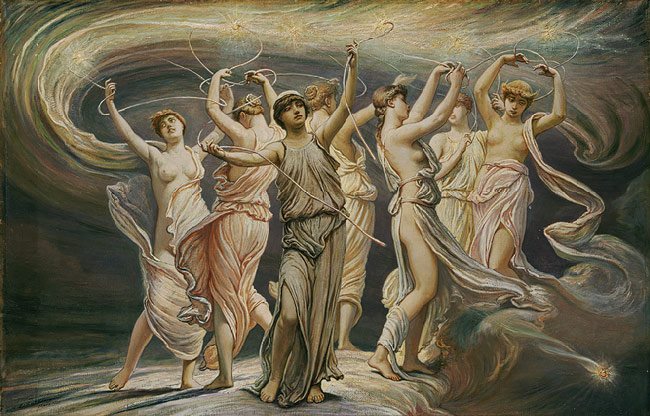
Плеяди, Еліу Веддер

Плея́ди (грец. Πλειάδες) — сім сестер (Тайгета, Електра, Алкіона, Астеропа, Мая, Меропа, Келено), дочки Атланта і Плейони, перетворені на семизір'я (українська народна назва Волосожари), коли їх переслідував мисливець Оріон.
Плеяди з'являлись у травні і сповіщали про сприятливу для мореплавства пору.
За іншою версією, Плеяди, засмучені смертю своїх сестер Гіад, покінчили з собою і були взяті на небо. Там вони перетворилися на голубів і носили Зевсові амбросію. Пролітаючи повз плавучі скелі Планкти, один з голубів гинув, і Зевс замінював його новим. Згодом Плеяди почали вважатися небесними німфами, які від богів народили героїв — засновників славетних міфічних родів: Тайгета народила Лакедемона, Електра — Дардана, Алкіона — Гірея, Астеропа — Еномая, Мая — Гермеса, Меропа — Главка, Келено — Ліка й Ніктея.
У римлян плеяди називалися вергіліями.
У переносному значенні Плеяди — група, «сузір'я» видатних людей.